# Moedjahedien

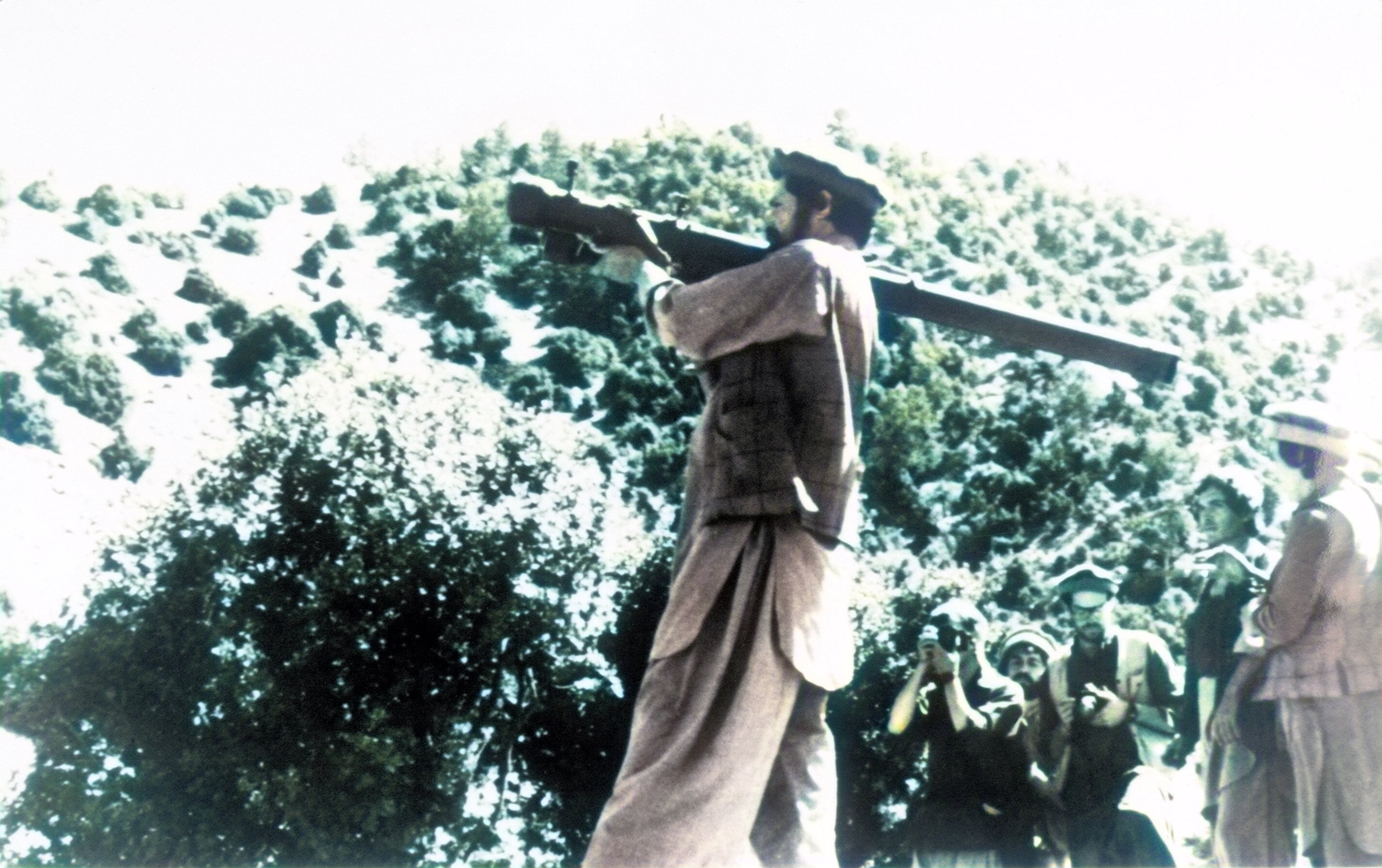
Moedjahedien-strijder in Afghanistan, 1988

Moedjahedien (Arabisch: مجاهدين; ook getranslitereerd als mujahedin, mujaheddin, moedjaheddin, mudjaheddin enz.) is de meervoudsvorm van moedjahied (مجاهد), dat letterlijk in het Arabisch betekent "strijder", "ijveraar", iemand die zich inzet voor de jihad of "strijd", maar vaak wordt vertaald met heilige strijder. Eind twintigste eeuw werd de term moedjahedien in de media vaak gebruikt om diverse gewapende strijders te omschrijven die moslimfundamentalistische ideologieën aanhingen.

## Afghaanse moedjahedien
De bekendste, en meest gevreesde, moedjahedien waren de diverse losjes met elkaar geallieerde oppositiegroepen die vochten tegen de Sovjetinval in Afghanistan tussen 1979 en 1989, en daarna tegen elkaar vochten in de daaropvolgende burgeroorlog. Deze moedjahedien werden voornamelijk gefinancierd, bewapend en getraind door de Verenigde Staten (onder de presidentschappen van Jimmy Carter en Ronald Reagan), China, Pakistan en Saoedi-Arabië. Carter begon deze (geheime) operatie onder de naam "Operatie Cyclone". Reagan noemde deze moedjahedien "vrijheidsstrijders ... die de principes van onafhankelijkheid en vrijheid verdedigen die de basis vormen van wereldwijde veiligheid en stabiliteit". In het Westen werden de moedjahedien positief uitgebeeld in de populaire actiefilms The Living Daylights, Rambo III en Charlie Wilson's War. Na de terugtrekking van de Sovjets vielen de moedjahedien uiteen in twee losjes aaneengesloten, elkaar bestrijdende groeperingen, de Noordelijke Alliantie en de Taliban, die toen in een burgeroorlog streden voor de heerschappij over Afghanistan.

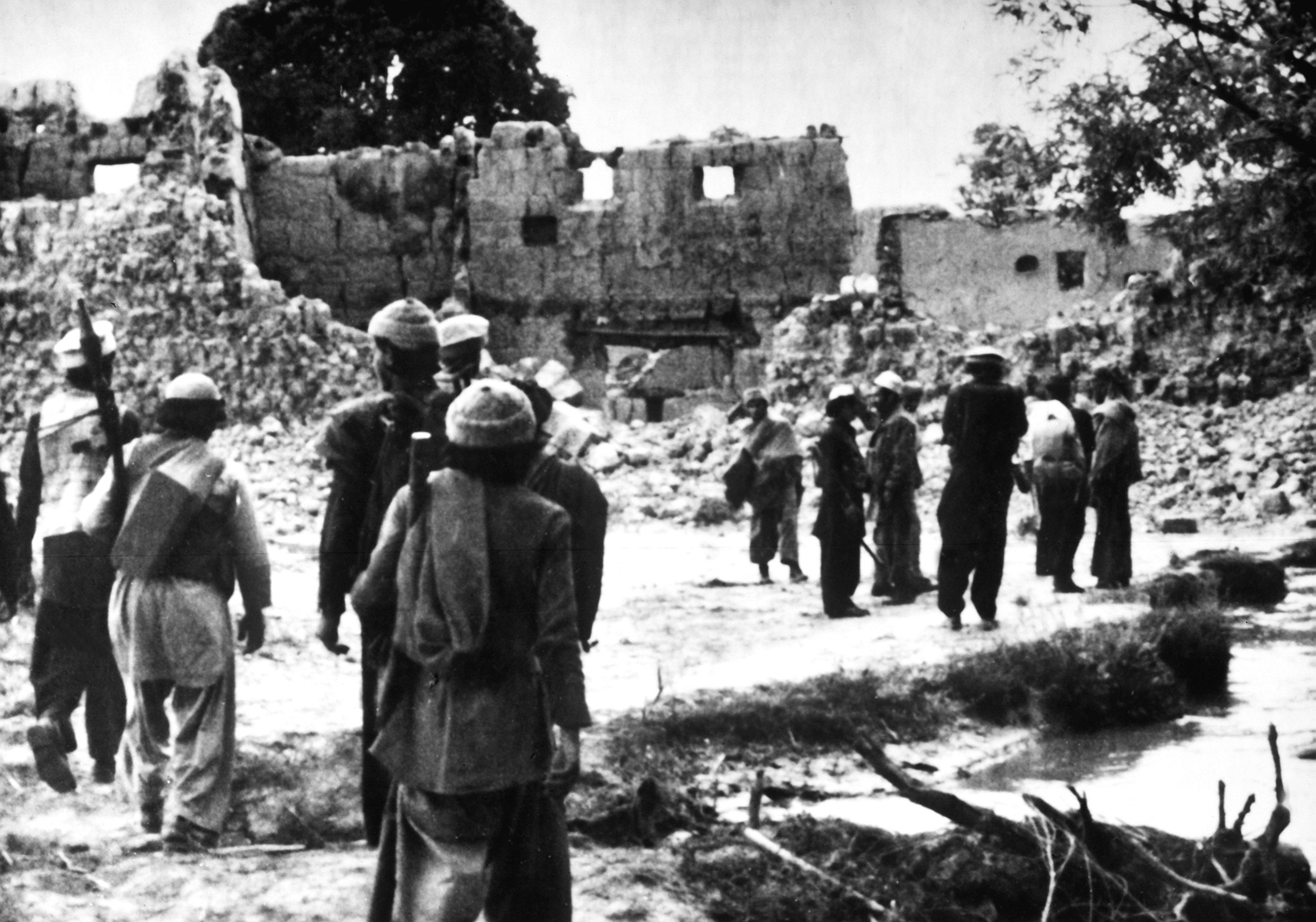
Moedjahedien-strijders in een kapotgeschoten dorp, 1988

De rijke Saoedi Osama bin Laden was een prominente organisator en financier van de moedjahedien; zijn Maktab al-Khadamat (MAK), "Dienstenkantoor", sluisde geld, wapens en islamitische strijders vanuit de hele wereld naar Afghanistan, met de steun van de Amerikaanse, Pakistaanse en Saoedische regeringen. In 1988 brak Bin Laden met de MAK, samen met een aantal meer militante leden, en vormde Al Qaida, om het verzet tegen de Sovjet-Unie uit te bouwen tot een wereldwijde fundamentalistisch-islamitische beweging.